# John Davis Lodge
John Davis Lodge, che, nella sua carriera cinematografica usò il nome John Lodge, (New York, 20 ottobre 1903 – Washington, 29 ottobre 1985), è stato un politico, ambasciatore e attore statunitense.

## Biografia

### Origini familiari e formazione culturale
Appartenente a una potente famiglia di Washington che ha dato agli Stati Uniti numerosi uomini politici, suo fratello Henry Cabot Lodge Jr. fu candidato repubblicano alla vicepresidenza degli Stati Uniti nel 1960. Dopo la laurea a Harvard, John Davis Lodge si trasferì a New York, per intraprendere la professione legale. Il 6 luglio 1929 si sposò con l'attrice e danzatrice italo-americana Francesca Braggiotti (1902-1998).

### Carriera artistica e militare
Dal 1933 al 1942, recitò a teatro e al cinema, usando normalmente il nome di John Lodge ed ebbe un discreto successo. Recitò con la moglie in Piccole donne (1933) di George Cukor, ne L'imperatrice Caterina (1934), con Marlene Dietrich, e nella pellicola italiana Stasera alle undici (1937) di Oreste Biancoli. Lasciò il palcoscenico e gli schermi quando scoppiò la guerra. Si arruolò in Marina e diventò ufficiale di collegamento tra la flotta francese e quella statunitense. Fu decorato con la Legione d'onore e con la Croce di guerra con palme dal generale De Gaulle.

### Carriera politica e diplomatica
Per il Partito Repubblicano, fu eletto alla Camera dei rappresentanti nel 1947 e governatore del Connecticut dal 1951 al 1955.  Successivamente fu agente diplomatico e ambasciatore in Spagna, Argentina e Svizzera.

## Filmografia

### Attore

John Davis Lodge con la moglie Francesca Braggiotti nel film Stasera alle undici

- The Woman Accused, regia di Paul Sloane (1933)
- Murders in the Zoo, regia di A. Edward Sutherland (1933)
- Under the Tonto Rim, regia di Henry Hathaway (1933)
- Piccole donne (Little Women), regia di George Cukor (1933)
- L'imperatrice Caterina (The Scarlet Empress), regia di Josef von Sternberg (1934)
- Menace, regia di Ralph Murphy (1934)
- Il piccolo colonnello (The Little Colonel), regia di David Butler (1935)
- Koenigsmark, regia di Maurice Tourneur (1935)
- Il castello del mistero, regia di Brian Desmond Hurst e Walter Summers (1936)
- The Tenth Man, regia di Brian Desmond Hurst (1936)
- Sensation, regia di Brian Desmond Hurst (1936)
- Il mistero di Cambridge (Ourselves Alone)  (Bulldog Drummond at Bay), regia di Norman Lee (1937)
- Stasera alle undici, regia di Oreste Biancoli (1938)
- Premiere, regia di Walter Summers (1938)
- Lightning Conductor, regia di Maurice Elvey (1938)
- Fiamme di passione (Bank Holiday), regia di John Duigan (1938)
- Batticuore, regia di Mario Camerini (1939)
- La straniera (L'Esclave blanche), regia di Marc Sorkin e Georg Wilhelm Pabst (1939)
- Just Like a Woman, regia di Paul L. Stein (1939)
- Da Mayerling a Sarajevo (De Mayerling à Sarajevo), regia di Max Ophüls (1940)
- Queer Cargo, regia di Harold D. Schuster (1941)

### Aiuto regista
- Piccole donne (Little Women), regia di George Cukor (regista associato) (non accreditato)  (1933)

## Doppiatori italiani
- Giulio Panicali in Batticuore